# Planacja
Planacja (łac. wyrównywać) zwana też gradacją – zjawisko geologiczne polegające na erozyjnym zrównywaniu terenu (powierzchni ziemi) przez procesy denudacji (niszczenie wyniosłości) i sedymentacji (zapełnianie osadami obniżeń). Planacja może być również wymuszona przez człowieka, szczególnie w przypadkach przygotowywania terenów pod zabudowę.